# Kentwood, Louisiana
Kentwood är en mindre stad i östra Louisiana i USA, som hade 2 205 invånare år 2000. 
Kentwood är främst känd som den ort Britney Spears växte upp i. Spears föddes i McComb i delstaten Mississippi.